# Rolls-Royce 25/30 hp
Der Rolls-Royce 25/30 hp ist ein Pkw, der von Rolls-Royce von 1936 bis 1938 als Nachfolger des 20/25 hp gebaut wurde. Er hatte einen größeren Motor mit höherer Leistung, weil sich die Kunden immer wieder über den Vorgänger wegen unzureichender Leistung beschwerten, wenn sie schwere Aufbauten montieren ließen.

## Konstruktion
Der obengesteuerte Reihensechszylindermotor ähnelte dem des Vorgängers 20/25 hp, besaß aber einen größeren Hubraum von 4257 cm³, der durch Aufbohren von 82,55 mm auf 88,9 mm bei gleichbleibendem Hub von 114,3 mm geschaffen wurde. Die Verdichtung war 6,0 : 1. Ein einzelner Strombergvergaser ersetzte den Vergaser von Rolls-Royce und es gab keine Magnetzündung mehr. Stattdessen wurde eine zusätzliche Zündspule als Ersatz eingebaut. Das Vierganggetriebe wurde mit dem Motor verblockt, der Schalthebel lag traditionell auf der rechten Seite des Fahrers. Dritter und vierter Gang waren synchronisiert.
Das Fahrwerk mit separatem Rahmen hatte Starrachsen vorne und hinten, die jeweils an halbelliptischen Längsblattfedern mit hydraulischen Stoßdämpfern aufgehängt waren. Alle vier Räder waren mit Trommelbremsen versehen, die über einen mechanischen Bremskraftverstärker – nach Lizenz von der Société Française Hispano-Suiza – betätigt wurden. Die Handbremse wirkte auf separate Trommeln an der Hinterachse. Der bekannte Rolls-Royce-Kühler mit dreieckigem Aufsatz besaß vertikale Lamellen, die zur Steuerung der Motorkühlung durch einen Thermostaten verstellt wurden.
In drei Jahren entstanden 1201 Stück. 1939 ersetzte der Wraith den 25/30 hp. Der Motor des 25/30 hp wurde in abgewandelter Form für den 4 ¼ Litre verwendet.

## Karosserie
Nur Fahrwerk und Mechanik wurden von Rolls-Royce gefertigt. Die Karosserien wurden von Stellmachern nach Wahl des Käufers gebaut und aufgesetzt. Einige der bekanntesten Karosseriebauer für Rolls-Royce-Fahrgestelle waren Park Ward, Thrupp & Maberly, Mulliner und Hooper.

## In Film und Fernsehen
Der Rolls-Royce 25/30 hp taucht in Filmen auf, wie z. B. Die nackte Wahrheit (1957), Tod auf dem Nil (1978), Graf Yoster gibt sich die Ehre (1967 bis 1976) usw.